# Gonibregmatidae
Gonibregmatidae (лат.) — семейство губоногих многоножек (Chilopoda). 8 родов и около 15 видов. Встречаются в различных наземных укрытиях и влажных местах. Питаются разнообразными мелкими членистоногими. Индо-Австралийская область и Южная Америка. Усики 14-члениковые. Оцеллии отсутствуют. Мандибулы с рядом простых зубцов, без зубчатой ламеллы. Лабрум состоит из единой пластинки. Тазики последней пары ног сильно расширенные. Имеются паратергиты (один или несколько рядов мелких плейритов — пластинок между тергитами и около дыхалец).
Вид Gonibregmatus plurimipes Chamberlin (остров Фиджи) отличается рекордным количеством ног — до 382 (191 пара ног).
- Eucratonyx — Индо-Австралийская область
- Geophagus
- Gonibregmatus — Индо-Австралийская область
  - Gonibregmatus anguinus Pocock, 1899
  - Gonibregmatus cumingii Newport, 1843
  - Gonibregmatus fijianus Chamberlin, 1920
  - Gonibregmatus insularis Pocock, 1894
  - Gonibregmatus olivaceus Attems, 1930
  - Gonibregmatus plurimipes Chamberlin, 1920
- Himantosoma — Индо-Австралийская область
  - Himantosoma bidivisum Silvestri, 1919
  - Himantosoma porosum Pocock, 1891
  - Himantosoma typicum Pocock, 1891
- Macronicophilus — Южная Америка (или в составе Macronicophilidae)
- Sogophagus
  - Sogophagus serangodes Attems, (1897)
- Tampiya